# Evangelische Kirche (Bickenbach)

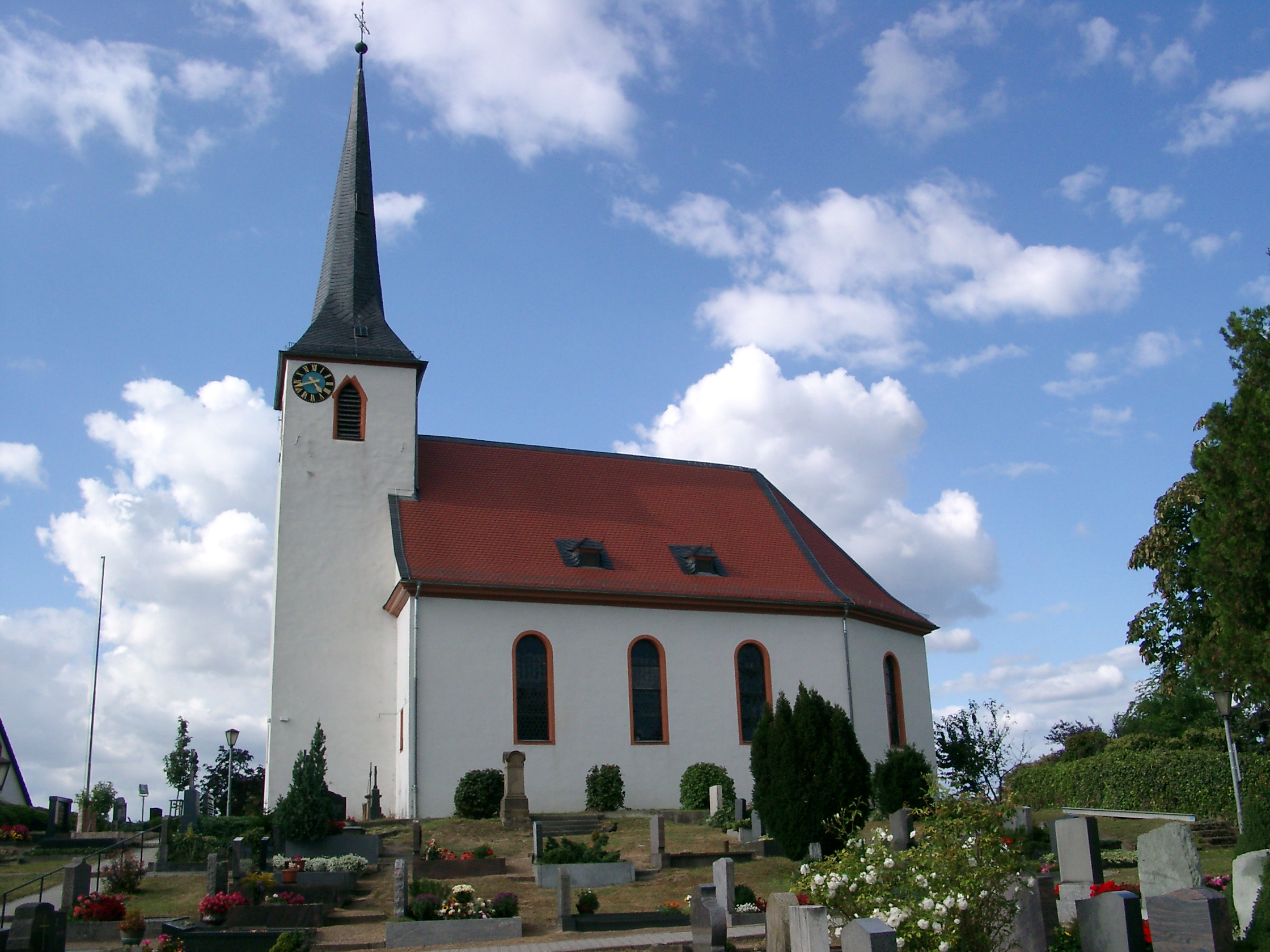
Evangelische Kirche (Bickenbach)

Die Evangelische Kirche Bickenbach ist ein denkmalgeschütztes Kirchengebäude, das in Bickenbach steht, einer Gemeinde im Landkreis Darmstadt-Dieburg (Hessen). Die Kirchengemeinde gehört zum Dekanat Bergstraße in der Propstei Starkenburg der Evangelischen Kirche in Hessen und Nassau.

## Beschreibung
Der erste schriftliche Hinweis auf die Bickenbacher Kirche, die bis ins 10. Jahrhundert zurückreicht, stammt aus dem Jahre 1130. Ältester Teil der heutigen Saalkirche ist der gotische Kirchturm im Westen. Sein oberstes Geschoss, das neben der 1927 eingebauten Turmuhr hinter den Klangarkaden an drei Seiten den Glockenstuhl beherbergt, in dem drei Kirchenglocken hängen, und den achtseitigen, schiefergedeckten, spitzen Helm erhielt er erst 1623–1625. Die älteste der drei Kirchenglocken wurde 1628 gegossen. Eine zweite größere wurde 1631 gestiftet. Die dritte Glocke kam 1881 hinzu. Das Kirchenschiff wurde nach Bränden jeweils 1623 und 1681 erneuert.
Im Frühjahr 1808 wurde außer dem Kirchturm alles abgerissen, um eine neue größere Kirche zu bauen, die ein Jahr später eingeweiht wurde. Ihr Grundriss zeigt ein viereckiges, nicht rechtwinkliges Kirchenschiff mit dreiseitig geschlossenen Chor. Der Innenraum ist mit einer Holzbalkendecke überspannt, die mit Gips verputzt ist. Die Kirchenausstattung ist einheitlich klassizistisch; vom Vorgängerbau wurden nur das Kruzifix und die Orgel übernommen. Die von Paul Walcker 1905 gebaute Orgel wurde 1977 durch die von der Karl Schuke Berliner Orgelbauwerkstatt gebaute mit 15 Registern, zwei Manualen und Pedal ersetzt.